# 松殿冬房
松殿 冬房（まつどの ふゆふさ）は、鎌倉時代中後期から室町時代前期にかけての公卿。松殿基定（まつどの もとさだ）とも。官位は正二位・権中納言。父は正二位・右近衛中将の松殿良嗣。母は岩蔵宮女房按察使局。猶父は従一位・摂政・左大臣の一条家経。

## 経歴
松殿冬房（初名：基定）は侍従・少将・中将を経て参議に昇進し、前参議から権中納言に任ぜられた。その官歴を観察すると明らかなように、花園天皇在位期間中は順調に官位を昇進させたが、後醍醐天皇即位後は散位・前権中納言の状態が続き、延元元年（1336年）に冬房が出家するまで再任されることはなかった。
冬房は花園天皇の庇護を除けば、頼るべき有力な後見者が皆無に等しい状況にあった。実父・良嗣は冬房が五位少将であった時に既に死去し、猶父・家経も四位少将であった時に没していた。
さらに、冬房は他者よりも早く権中納言に昇進した者への不満から憤慨して辞官したが、それも結局のところ、花園天皇のご寵愛を笠に着ただけのことだったのかもしれない。当時の松殿家は、松殿基嗣が乱行により解官されるという不名誉な事件が生じた上に、基房・師家・忠房という中核人物が相次いで世を去り、従前の家格を維持することが困難な状況に陥っていた。冬房の死後、松殿家はさらに衰退の一途を辿った。

## 官歴
※日付＝旧暦（）
- 弘安11年（1288年）
  - 3月8日：従五位下[8]本名基定、改冬房
- 正応3年（1290年）
  - 9月5日：任侍従
  - 11月27日：任左近衛少将
- 正応4年（1291年）
  - 1月6日：従五位上
  - 12月26日：復任[9]
- 正応5年（1292年）
  - 10月28日：正五位下
- 正応6年（1293年）
  - 6月24日：従四位下
  - 11月6日：還任左少将
- 永仁2年（1294年）
  - 3月27日：兼備中権介
- 永仁4年（1296年）
  - 1月5日：従四位上
- 永仁5年（1297年）
  - 4月10日：轉左近衛中将
- 永仁6年（1298年）
  - 7月10日：正四位下
- 延慶1年（1308年）[10]
  - 11月8日：従三位左中将如元
- 延慶3年（1310年）
  - 3月9日：正三位
- 応長1年（1311年）
  - 3月30日：兼美作権守
  - 6月23日：止権守
- 正和2年（1313年）
  - 9月6日：従二位
- 文保1年（1317年）
  - 2月5日：任参議同日左中将如元
- 文保2年（1318年）
  - 1月22日：辞退去年為為藤卿[11]被超越之間依愁申兼辞申之云々
  - 10月6日：任権中納言前参議
  - 12月10日：辞納言、同日、正二位
- 延元1年（1336年）
  - 10月某日：出家法名円成
- 康永1年（1342年）
  - 6月26日：逝去七十三、腫物云々

## 系譜
- 父：松殿良嗣
- 母：岩蔵宮女房按察使局 - 源雅親の孫娘
- 妻：良雅の娘[12]
- 生母不明の子女
  - 男子：忠冬 - 従二位・権中納言
  - 男子：仁信
  - 男子：尋忠
  - 男子：寸王丸